# 상2단활용
상2단활용이란 일본어의 문어문법에 있는 동사의 활용의 하나이다, 모든 활용 어미에 오십음도의 イ단 또는 ウ단의 음을 넣고, 거기에「る、れ、よ」가 붙는 형으로 변화한다. 구어에서는 상1단활용에 합류했다.
언어학으로 말하자면,상2단활용의 동사는 어간이 모음으로 끝나는 모음어간동사이고, 어간모음은 모음어간동사이고 어간모음은 접속하는 어미에 의해모음교환한다. 이 때문에 어간을 イ단・ウ단 모음까지로 하고 그 이후를 어미로 한다.

## 활용표
| 행   | 기본형     | 활용형 | 활용형 | 활용형 | 활용형 | 활용형 | 활용형 | 활용형 |
| 행   | 기본형     | 어간   | 미연형 | 연용형 | 종지형 | 연체형 | 이연형 | 명령형 |
| ---- | ---------- | ------ | ------ | ------ | ------ | ------ | ------ | ------ |
| カ행 | 生(い)く   | 生     | -き    | -き    | -く    | -くる  | -くれ  | -きよ  |
| ガ행 | 過(す)ぐ   | 過     | -ぎ    | -ぎ    | -ぐ    | -ぐる  | -ぐれ  | -ぎよ  |
| タ행 | 落(お)つ   | 落     | -ち    | -ち    | -つ    | -つる  | -つれ  | -ちよ  |
| ダ행 | 閉(と)づ   | 閉     | -ぢ    | -ぢ    | -づ    | -づる  | -づれ  | -ぢよ  |
| ハ행 | 恋(こ)ふ   | 恋     | -ひ    | -ひ    | -ふ    | -ふる  | -ふれ  | -ひよ  |
| バ행 | 侘(わ)ぶ   | 侘     | -び    | -び    | -ぶ    | -ぶる  | -ぶれ  | -びよ  |
| マ행 | 恨(うら)む | 恨     | -み    | -み    | -む    | -むる  | -むれ  | -みよ  |
| ヤ행 | 老(お)ゆ   | 老     | -い    | -い    | -ゆ    | -ゆる  | -ゆれ  | -いよ  |
| ラ행 | 懲(こ)る   | 懲     | -り    | -り    | -る    | -るる  | -るれ  | -りよ  |

- カ행 상2단활용에 “生く”가 있지만, 원래는 4단 활용이었던 것이 헤이안 후기부터 위 두 단 활용이 많아지고, 이윽고 주류가 되었다.
- マ행 상2단활용의 “恨む”는 뒤에 사단활용이 된다.
- ヤ행 상2단활용은 “老ゆ” “悔ゆ” “報ゆ” 세 개 뿐.